# 拿笃机场
拿笃机场（英文 : Lahad Datu Airport，马来文 : Lapangan Terbang Lahad Datu，简称拿笃机场）位于马来西亚沙巴拿笃市，机场离市区仅1公里，主要服务拿笃市和周边地区，是继亚庇国际机场，斗湖国际机场，山打根国际机场，纳闽国际机场沙巴第五繁忙机场。拿笃机场跑道长1370米、宽30米。拿笃机场也是区域中和市区最短距离的机场之一。

## 定期航点
| 航空公司 | 目的地      |
| -------- | ----------- |
| 马航飞翼 | 亚庇 山打根 |